# OzIris
Pour les articles homonymes, voir Osiris (homonymie).
OzIris  est un parcours de montagnes russes en métal du parc Astérix, située à Plailly, dans l’Oise, en France. Ce sont des montagnes russes inversées développées par le constructeur suisse Bolliger & Mabillard. Ouvertes en 2012, elles sont localisées dans la zone égyptienne du parc.
L'histoire de l'attraction se concentre sur Iris, le mage qui tente d'hypnotiser Astérix dans le film d'animation Les Douze Travaux d'Astérix. 
L'attraction se situe à l'ouest du parc, derrière SOS Tournevis et La Tour de Numérobis et non loin de L'Oxygénarium et du Menhir Express.

## Historique

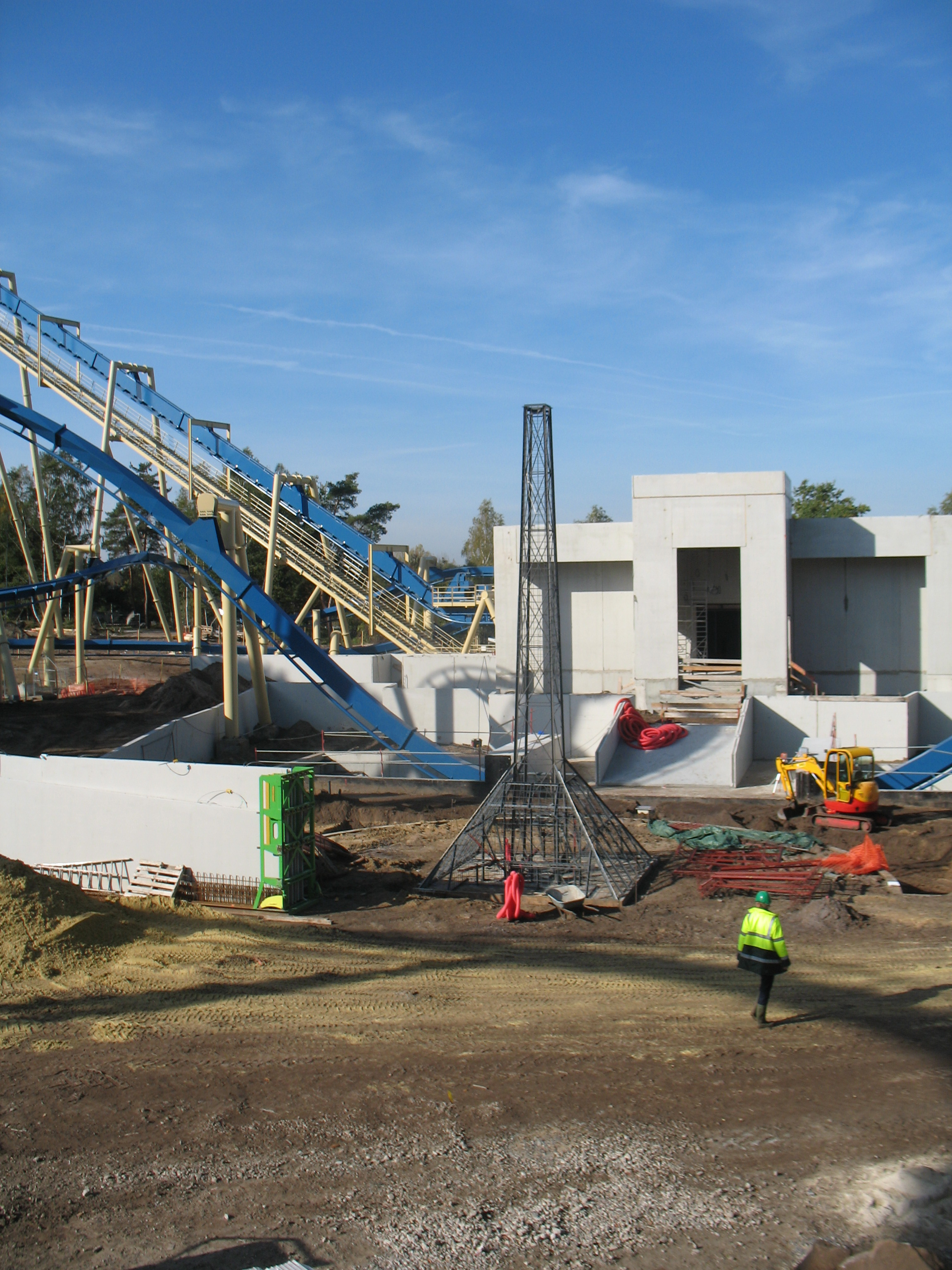
Construction des montagnes russes.

Entre la conception de l'attraction et son inauguration, trois ans de travail auront été nécessaires. La phase de déboisement a lieu à l'hiver 2010 / 2011. Les fondations se déroulent lors du mois de février et la construction du circuit débute en juin 2011 pour se terminer fin août. Fin juillet 2011, le parc annonce vingt millions d'euros d'investissement. Cette somme représente la nouvelle attraction et la nouvelle zone égyptienne l'accompagnant. Il est un temps envisagé que l'attraction s'appelle le Sortilège d'Iris. Le 13 novembre 2011, le premier visuel officiel de l'attraction est publié. Le 14 février 2012 se tient une conférence de presse à Paris au sujet d'OzIris. Après une journée de pré-ouverture le 4 avril, les montagnes russes sont inaugurées le 7 avril 2012.
OzIris accueille son millionième passager le 1er novembre 2012.

## Thème

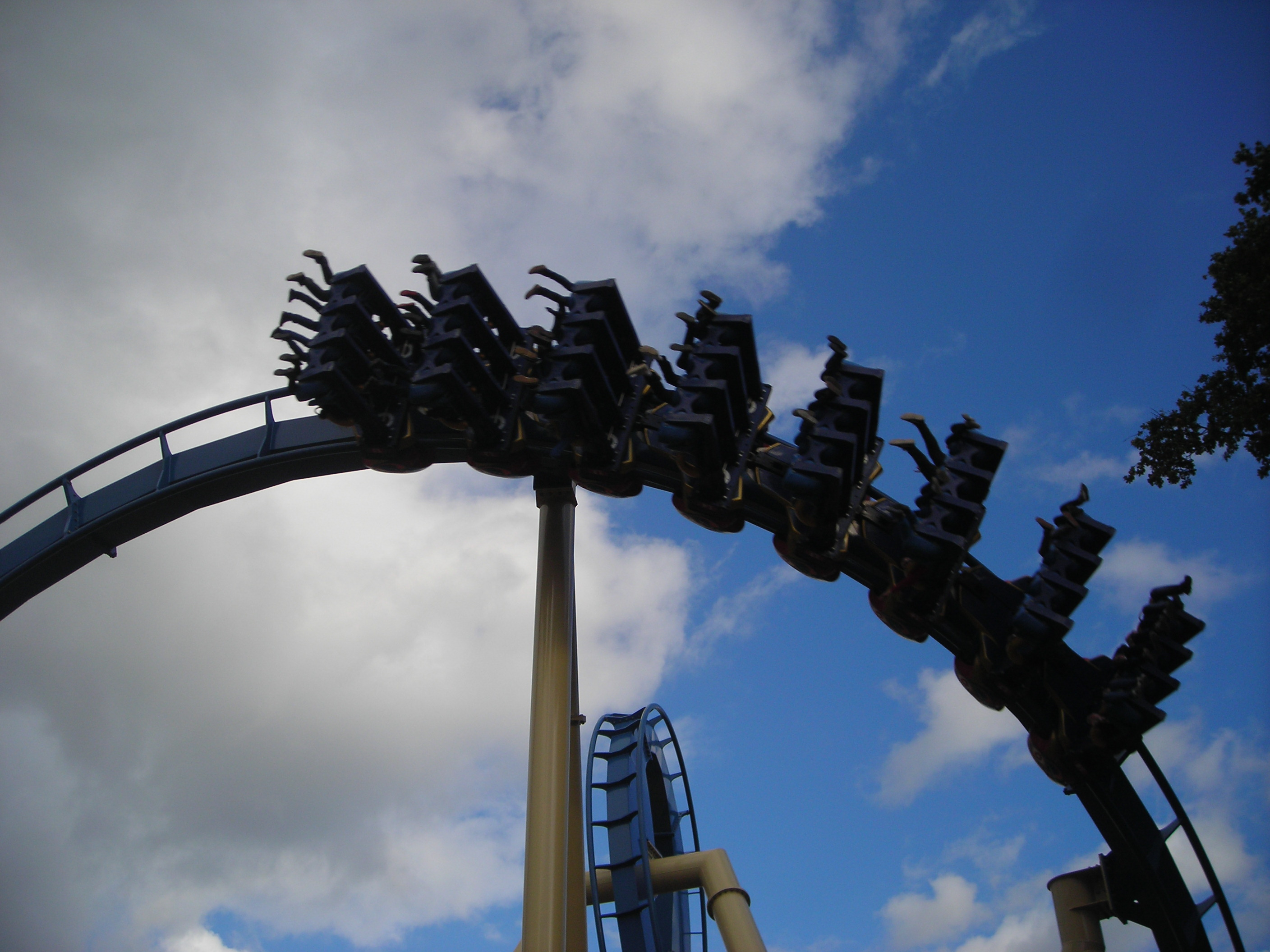
Train sur le parcours.

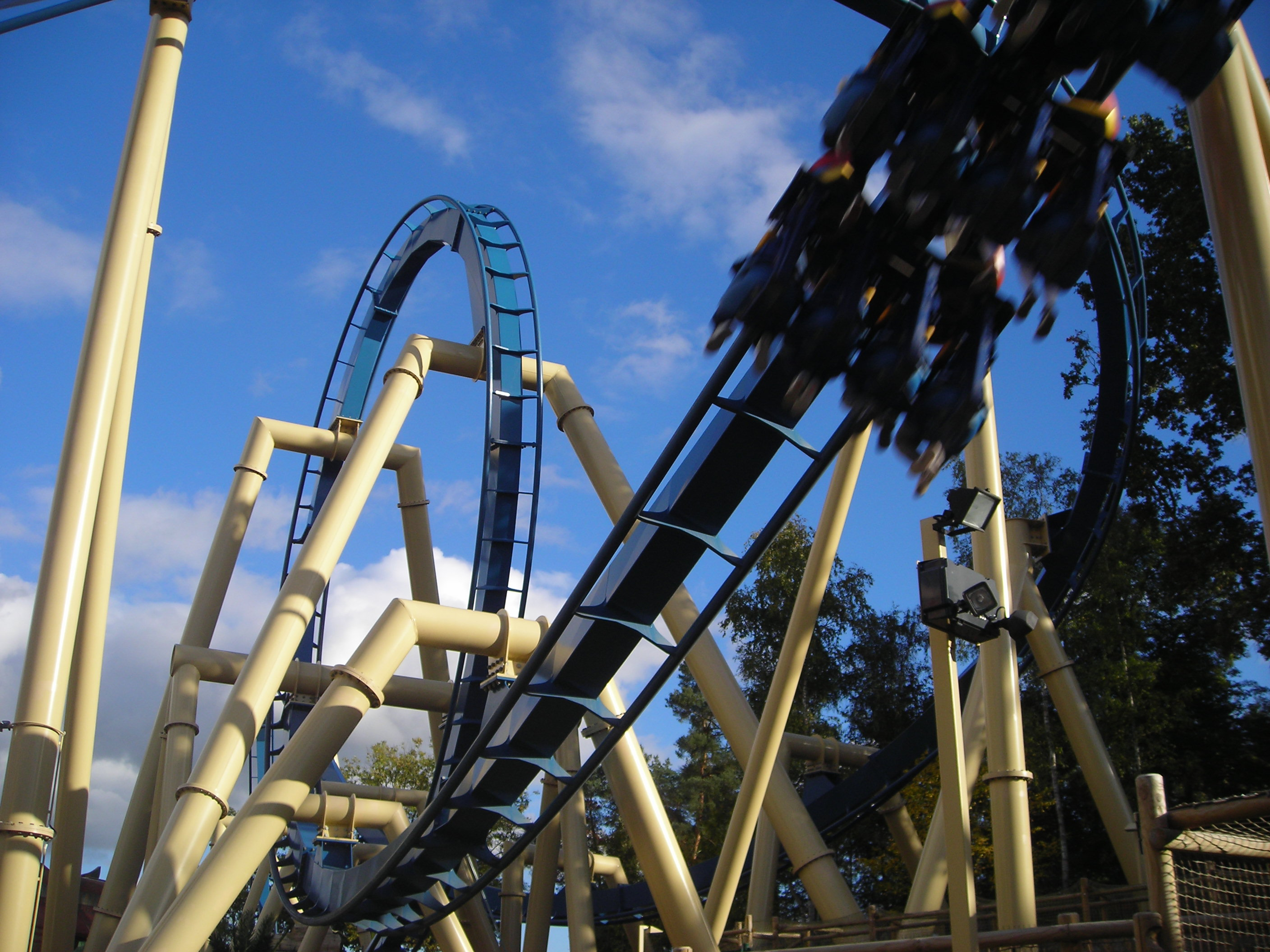
Arrivée sur le looping.

L'attraction repose sur ce synopsis : « Après un bref passage en Gaule où il a rencontré Astérix et Obélix, le magicien Iris est retourné en terre égyptienne pour y créer un temple à sa gloire ! Pour parfaire sa réputation, Iris lance un tout nouveau sortilège grâce à son regard hypnotique qui va envoûter les visiteurs pour les faire voler et tourbillonner tels des volatiles déchaînés… « Par Osiris et par Apis, oserez-vous soutenir l’insoutenable regard d’Iris ? » ».
Julien Bertévas est le scénographe et créatif du projet au sein de CDA Productions, la branche création du groupe CDA. Il est l'un des deux scénographes du Musée Grévin Montréal. Pour concevoir l’univers thématique d’OzIris, il s'inspire d’attractions telles que Black Mamba, Harry Potter and the Forbidden Journey ou Indiana Jones Adventure. La musique d’OzIris est composée par Patrice Peyriéras qui travaille avec le parc Astérix depuis Le Défi de César. Une boutique photos se présente aux visiteurs à la sortie de l'attraction.
Située dans la partie « Égypte » du parc, créée avec l'attraction OzIris, la gare de l'attraction représente le temple d’Iris. La file d'attente est en deux parties : une à l'extérieur, une autre à l'intérieur. Le début de la file d'attente s'effectue entre deux statues colossales des dieux égyptiens Osiris et Apis. La partie extérieure représente une oasis. Toujours dans la file d'attente, l'intérieur du temple est divisé en quatre salles. La première est dans l'univers d'Iris avec des escaliers improbables. La seconde est une salle consacrée à la gloire d'Iris avec les représentations des sortilèges qu'a effectué Iris et une statue d'Iris. La troisième est l'intérieur d'un sarcophage, suivi du laboratoire d'Iris avec un bric-à-brac de papyrus et de potions. À l'étage supérieur, la quatrième salle se profile, il s'agit de la gare de l’attraction. C'est une grande salle avec des fresques aériennes. Les décors extérieurs sont l'œuvre de la société Neverland Themepark Projects et les décors intérieurs proviennent de AZ Decors.
Le nom OzIris peut être vu comme un clin d'œil au langage SMS : une contraction de « Oserez-vous affronter Iris ? ».

## Caractéristiques
- Longueur : 1 000 mètres[9],[10]
- Hauteur : 40 mètres
- Inversions : 5 (looping plongeant, looping, immelmann, tire-bouchon, zero-G roll)
- Vitesse : ≈ 90 km/h
- Durée : 2 min 15 s
- Trains : 3 trains, 8 wagons de 4 passagers. Équipés de harnais.
- Capacité théorique : 1 600 personnes par heure.
- Augmentation de la capacité des grandes attractions : près de 25 %. (Le débit horaire de Goudurix, La Trace du Hourra, Tonnerre de Zeus et Menhir Express ajouté à celui d'OzIris est 25 % plus élevé que sans OzIris)
- Budget : 20 millions EUR (dont la moitié est consacrée aux décors)

## Parcours

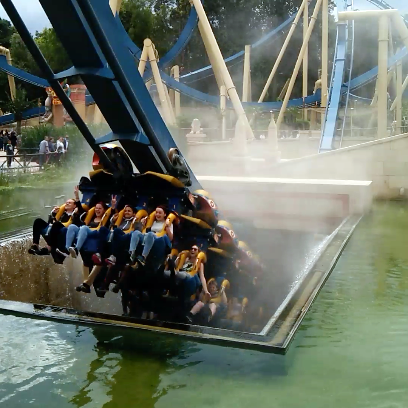
Un train d’Oziris sortant du tunnel.

Le départ du train coïncide avec une bande sonore composée d'une musique dramatique et d'un monologue invoquant la formule magique « par Osiris et par Apis, vous êtes maintenant des oiseaux. Oui, des oiseaux ». Il s'agit d'une référence au film d'animation Les Douze Travaux d'Astérix, où le mage essaye d'hypnotiser Astérix en commençant ses phrases avec « par Osiris et par Apis ».
Son parcours comprend cinq inversions après un lift à chaîne de 40 mètres. Puis vient une première descente (first drop) en spirale. Suit ensuite un looping plongeant de 30 mètres de haut, un overbanked turn à plus de Modèle:Unié et un looping de 25 mètres. Le train passe alors dans une tranchée lui procurant une brève sensation d'airtime et enchaîne avec un immelmann de 22 mètres, puis un deuxième overbanked turn de 15 mètres. Le parcours descend alors à 6 mètres de profondeur sous l'eau, dans un tunnel normalement rempli de brume artificielle. Un tire-bouchon se présente ensuite, puis une spirale ascendante, une deuxième tranchée et vient le zero-g roll. Une deuxième spirale ascendante précède les freins magnétiques finaux qui signifient le retour en gare du train.
La première descente est unique en son genre sur des montagnes russes inversées B&M : elle est la première de ce type qui ne comporte pas de pré-descente (une pre-drop, qui sert à éviter un tiraillement inutile sur le moteur de la chaîne de remontée). L'attraction est le premier parcours de montagnes russes inversées à posséder un looping plongeant (dive loop) de 30 mètres de haut.

## Fonctionnement
OzIris est désignée comme une attraction à « sensations fortes ». Aucun âge minimum n'est requis pour l'emprunter, les passagers doivent mesurer au moins 1,30 m. OzIris possède une file d'attente single rider qui permet aux visiteurs seuls d'embarquer plus rapidement en complétant les places vides du train et donc d'optimiser le débit de l'attraction. Cette file n'est cependant pas toujours ouverte. 
Deux trains circulent alternativement, transportant jusqu'à trente-deux personnes chacun en étant composés de huit rangées de quatre sièges. L'attraction permet un débit de maximum 1 600 personnes par heure. L'attraction est équipée de trois trains.

## Classement et réception
| Position | 34  | 62  |
| Sur      | 365 | 364 |

OzIris se classe dès la première année, en 2012, en trente-quatrième position du classement des meilleures montagnes russes en métal du monde du Mitch Hawker's Best Roller Coaster Poll, sondage réalisé auprès de fans de montagnes russes. L'attraction se positionne entre Kumba à Busch Gardens Tampa et Tatsu de Six Flags Magic Mountain.